# François Alexandre Frédéric de La Rochefoucauld-Liancourt

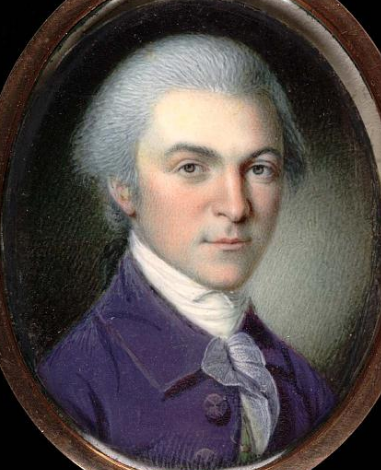
François Alexandre Frédéric

François Alexandre Frédéric de La Rochefoucauld, duce de Liancourt, apoi duce de La Rochefoucauld (n. 11 ianuarie 1747, La Roche-Guyon, Seine-et-Oise, Franța – d. 27 martie 1827, Paris, Franța) a fost un om politic, întreprinzător, călător și militar francez.

## Originile
François Alexandre Frédéric de La Rochefoucauld era fiul lui François Armand de La Rochefoucauld, duce d'Estissac, mare maestru al Garderobei Regelui, și al uneia dintre fiicele ducelui de La Rochefoucauld. El însuși a purtat titlul de conte de La Rochefoucauld, apoi, începând din 1765, pe cel de duce de Liancourt, care era numele unei posesiuni a familiei sale.
După asasinarea vărului său, Louis Alexandre, la Gisors, la 14 septembrie 1792, a luat titlul de duce de La Rochefoucauld.

## Tinerețea
Ofițer de carabinieri în 1763, el ia succesiunea tatălui său în același an ca mare maestru al Garderobei Regelui, dar nu face decât foarte scurte apariții la Curte. Se căsătorește la vârsta de 17 ani, la 14 septembrie 1764, cu Félicité Sophie de Lannion.
În 1765 - 1766, îl ia cu sine, în Marele său Tur al Italiei pe pictorul și gravorul lyonez Jean-Jacques De Boissieu.
O vizită în Anglia, în 1769, pare să-i fi dat ideea de a construi o fermă model la Liancourt, unde crește vite importate din Anglia și din Elveția. Pune în funcțiune o mașină de tors și fondează o școală de arte și meserii destinată copiilor soldaților, care, în 1788, devine l'École des Enfants de la Patrie, aflată sub protecția regelui.
Paralel, își urmează cariera militară: colonel al regimentului de cavalerie La Rochefoucalud-Liancourt, este brigadier de Dragoni în 1781.

## Revoluția Franceză
Ales fiind deputat al nobilimii în Stările Generale, pentru baillage-ul din Clermont, i se atribuie un cuvânt faimos, pe care l-ar fi pronunțat, la 12 iulie 1789, la întrebarea lui Ludovic al XVI-lea: 
„Este, deci, o revoltă?”
 El ar fi răspuns: 
„Nu, Sire, este o revoluție!”
Președinte al Adunării Constituante după 14 iulie, el a încercat să concilieze ideile noi și protejarea monarhiei, apărând ca unul dintre primii liberali.
Stabilit apoi în fruntea unei divizii militare în Normandia, i-a oferit lui Ludovic un refugiu la Rouen, iar, tentativa sa eșuând, îi făcu donația unei sume importante de bani

## Exilul
După evenimentele din 10 august 1792, s-a exilat în Anglia, unde a fost invitat de Arthur Young. A cerut în van să fie ascultat în cursul procesului Regelui, apoi a părăsit Anglia în 1794 și a emigrat în Statele Unite.
A publicat, în această perioadă, mai multe eseuri relative la experiențele sale: "Notice sur l’Impôt territorial en Angleterre" (1790), "Des prisons de Philadelphie" (1796).
În 1795, a pus la cale, cu cinci însoțitori, o călătorie care a acoperit o mare parte din Statele din Nord și din Canada. Au traversat Niagara pentru a ajunge la Fort Erie și au văzut și Fort Chippawa. La Newark (Niagara-on-the-Lake), au fost primiți de locotenentul-guvernator John Graves Simcoe. Călătoria lor s-a terminat la frontiera cu Canada. S-a întors în Statele Unite.
Puțin apreciat de Contele de Provence, viitorul Ludovic al XVIII-lea, nu s-a amestecat decât puțin în anturajul său din exil, iar în 1797 a solicitat, fără succes, autorizația de a se reîntoarce în Franța. De unul singur a întrerupt exilul, în 1799.

## Revenirea în Franța și rolul său în timpulImperiuluiși alRestaurației
Radiat de pe lista emigraților, s-a reîntors în Liancourt și și-a gerat afacerile și lucrările; a fost tratat cu demnitate și distanță de Napoleon.
În 1814, în timpul primei Restaurații, Ludovic al XVIII-lea nu i-a redat demnitatea ereditară de mare maestru al Garderobei, și l-a numit, în compensație, la Camera Pairilor.
Apoi a fost deputat, ales la Camera Reprezentanților constituită în timpul celor O Sută de Zile.
A exercitat apoi mai multe funcții publice, cu titlu benevol, a apărat abolirea Comerțului cu Negri, și interzicerea jocurilor și a loteriilor.
A fondat, la 15 noiembrie 1818, Casa de Economii și de Prevedere de la Paris, prima casă de economii din Franța.

## Familia
A avut trei fii:
- François de La Rochefoucauld (1765-1848)
- Alexandre de La Rochefoucauld (1767-1841)
- Frédéric Gaëtan de La Rochefoucauld-Liancourt (1779-1863)

## Scrieri
- Notice sur l’Impôt territorial en Angleterre, 1790.
- Des prisons de Philadelphie, 1796.
- Voyage dans les États-Unis d’Amérique, fait en 1795, 1796 et 1797 (8º, Paris, 1799); traducere în limba engleză[22], în două volume:  Travels through the United States of North America, the country of the Iroquois, and Upper Canada, in the years 1795, 1796, and 1797; with an authentic account of Lower Canada.